# Gat capplà
El gat capplà (Prionailurus planiceps) és un petit gat salvatge que es troba irregularment distribuït per la península de Malaca, Borneo i Sumatra. Des de l'any 2008, a causa de la destrucció de terres humides del seu hàbitat, està catalogat com en perill per la Unió Internacional per a la Conservació de la Natura (UICN).
Aquest felí és molt rar en captivitat, amb menys de 10 individus (tots ells al sud-est asiàtic) registrats per l'ISIS a principis de l'any 2010. Com altres petits felins, originalment se situà dins el gènere Felis, encara que actualment és considerat com una de les cinc espècies del gènere Prionailurus.

## Descripció
El gat capplà té una longitud del cap i del cos que varia entre 41 i 50 centímetres, una cua curta que fa entre 13 i 15 centímetres de llarg, i un pes que oscil·la entre 1,5 i 2,5 quilograms. El seu pelatge gruixut és generalment de color marró vermellós fosc tenyit de gris, amb el cap més vermellós i el ventre més blanquinós. Amb l'excepció de les ratlles facials, el seu pelatge no segueix cap patró de taques. Les potes són relativament curtes, i les orelles petites i arrodonides.
Les membranes inter-digitals dels seus palmells l'ajuden a obtenir una millor tracció en entorns humits i d'aigua, podent, fins i tot, ser més pronunciades que les del gat pescador. Com en el cas del guepard, les urpes són només parcialment retràctils. La forma del seu cap és atípica per un felí; el seu crani és relativament allargat, mentre que la part superior, tal com suggereixen tant el seu nom comú com el seu nom científic, és gairebé plana. Els seus ulls es troben particularment endavant i junts en comparació amb els d'altres felins, proporcionant a l'animal una visió estereoscòpica millorada. A més, les seves dents estan adaptades per subjectar preses relativament relliscoses, i les seves mandíbules són relativament poderoses. Aquestes característiques ajuden al gat capplà a capturar i retenir preses aquàtiques, a les quals està, com a mínim, tan ben adaptat com el gat pescador.

## Hàbitat i distribució

Captura fotogràfica d'un gat capplà el març de 2009, a la reserva natural de Tangkulap, a Sabah, Malàisia

La seva distribució està restringida a les selves tropicals de terres baixes de l'extrem sud de Tailàndia, la península de Malaca, Sabah, Sarawak, Brunei, Kalimantan i Sumatra. Viu principalment en hàbitats d'aigua dolça prop de la costa i de les terres baixes. Més del 70% de les observacions d'individus, han tingut lloc a menys de 3 quilòmetres de l'aigua.
Pot viure tant en bosc primari com en bosc secundari.

## Comportament
El gat capplà és considerat generalment com un animal nocturn, encara que algunes observacions suggereix que és crepuscular. Caça principalment granotes, peixos i crustacis, encara que també captura rates i pollastres. En captivitat mostra un interès més gran per preses potencials aquàtiques que per preses terrestres, el que suggereix una forta preferència per la caça fluvial en el seu hàbitat natural.
Té uns premolars relativament llargs, i és un dels pocs felins que no és capaç de retraure completament les seves urpes (els altres són el guepard, el gat pescador i el gat d'Iriomote). Aquestes adaptacions combinades amb el seu comportament, la dut a ser comparat amb els mustèlids semiaquàtics.
A la natura, els gats de cap pla són animals solitaris, que fan marquen el seu territori. A diferència d'altres felins, ruixen orina caminant cap, deixant un rastre al seu pas, en lloc de dirigir-lo cap a una superfície vertical. Sembla que tenen vocalitzacions similars a les dels gats domèstics.
En general, però, és poc el que es coneix del seu comportament a la natura, encara que s'ha registrat, que en captivitat té un període de gestació d'uns 56 dies, després dels quals dona a llum 1 o 2 gatets per ventrada. Els individus captius han viscut fins a 14 anys.

## Estat de conservació
El gat capplà és considerat en perill per la Unió Internacional per a la Conservació de la Natura (UICN) i classificat dins l'Appendix 1 del CITES. És probable que la seva població total estigui per sota del 2.500 adults, i que cap subpoblació estigui formada per més de 250 adults. Mentre la pèrdua d'hàbitat i la contaminació de l'aigua són amenaces serioses, les observacions a les plantacions de palmera d'oli de Guinea suggereixen que es tracta d'un animal menys especialitzat del que en general es creu. El gat capplà està completament protegit arreu de la seva àrea de distribució, amb l'excepció de Brunei, on aquesta espècie no té cap protecció legal. Generalment és un animal difícil de veure.